# Нянь
«Нянь» (англ. The Sitter) — американская комедия режиссёра Дэвида Гордона Грина и продюсера Майкла Де Луки. Мировая премьера состоялась 9 декабря 2011 года, в России 12 апреля 2012 года.

## Сюжет
Комедия о студенте колледжа, которого временно исключили, и ему приходится наняться нянькой детей по соседству, однако он не готов к предстоящей безумной ночи.

## В ролях
| Актёр           | Роль                          |
| --------------- | ----------------------------- |
| Джона Хилл      | Ноа Гриффит                   |
| Макс Рекордс    | Слейтер Педулла               |
| Эри Грэйнор     | Мариса Льюис подруга Ноа      |
| Джей Би Смув    | Хулио правая рука Карла       |
| Сэм Рокуэлл     | Карл наркобарон               |
| Лэндри Бендер   | Блайт Педулла                 |
| Кевин Эрнандес  | Родриго Педулла               |
| Кайли Банбери   | Роксанна одноклассница Ноа    |
| Эрин Дэниелс    | миссис Педулла мать семейства |
| Д. В. Моффетт   | доктор Педулла отец семейства |
| Джессика Хект   | Сэнди Гриффит мать Ноа        |
| Брюс Олтмен     | Джим Гриффит отец Ноа         |
| Method Man      | Джаколби                      |
| Шон Патрик Дойл | Гарв                          |
| Алекс Вулфф     | Клейтон друг Слейтера         |